# Alberto Faraboschi
Alberto Faraboschi (Reggio Emilia, 1907 – ...) è stato un ingegnere aeronautico italiano.

## Biografia
Nasce a Reggio Emilia nel 1907. Con i fratelli Dino e Tito, appartiene a una famiglia di artigiani che si è dedicata ad attività molto diverse come costruzione di orologi da campanile o produzione di parti fuse in lega metallica. Laureato presso il Politecnico di Torino nel 1928, segue il corso di ingegneria aeronautica nel 1929 e partecipa alle attività del laboratorio di aeronautica nel 1930, sempre presso il Politecnico.               
Venne assunto dalla Società Piaggio nel febbraio del 1931, dove svolgeva la attività di progettista fino al 1975 collaborando con i più conosciuti progettisti del XX secolo (Pegna, D’Ascanio, Casiraghi). Partecipa inizialmente ai vari progetti della Società, tra cui lo sviluppo del motore Piaggio P.XI installato sul velivolo Caproni Ca.161bis, che nel 1938 stabilisce il primato del mondo di altitudine per velivoli a con motore a pistoni; la sua attività tuttavia si svolge principalmente nella progettazione, sviluppo e omologazione dei velivoli costruiti dalla Società Piaggio, dai biplani ai bombardieri, dai velivoli scuola agli executive a getto.
In particolare – alle dipendenze dell'ingegner Pegna – segue la parte strutturale dei velivoli P.6ter, P.10, P.11, P.12, P.16, P.23M, P.32, P.23R. Successivamente alle dipendenze dell'ingegner Casiraghi segue sempre la parte strutturale dei velivoli P.50, P.108, P.111, P.119. Dal 1947 come capo dell'ufficio tecnico segue la progettazione e sviluppo dei velivoli P.136 (versioni F, L, L2), P.148, P.149 (versioni D, E, U), P.150, P.166 (versioni M, B, C, S) e PD-808 (versioni executive e GE).